# Биурет
Биуретът или карбамилуреата е химично съединение с емпирична химична формула C2H5N3O2. Това е продукт на кондензация на две молекули карбамид. Намира приложение като примес в торовете. Биуретът е бяло твърдо вещество разтворимо в гореща вода. За първи път е приготвен от Густав Хайнрих Видеман (1826 – 1899) през 1847 година за докторската му дисертация. Резултатите му са представени на редица статии.
Терминът „биурет“ също описва семейство органични вещества с функционална група -(HN-CO-)2N-. По този начин диметил биурета е CH3HN-CO-NR'-CO-NHCH3. Възможно е разнообразие от различни органични производни.